# Cyphanthera tasmanica
Cyphanthera tasmanica är en potatisväxtart som beskrevs av John Miers. Cyphanthera tasmanica ingår i släktet Cyphanthera, och familjen potatisväxter. Inga underarter finns listade i Catalogue of Life.